# Ghetto de Częstochowa
 (novembre 2023).
Si vous disposez d'ouvrages ou d'articles de référence ou si vous connaissez des sites web de qualité traitant du thème abordé ici, merci de compléter l'article en donnant les références utiles à sa vérifiabilité et en les liant à la section « Notes et références ».

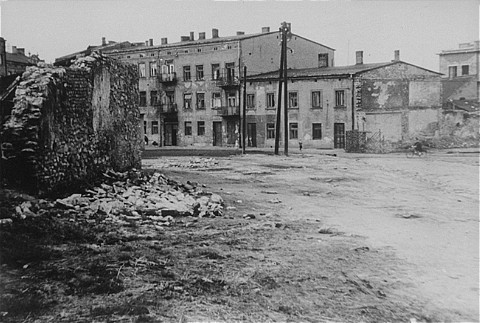
Vue du ghetto en 1944, marqué par l'écrasement de l'insurrection.

Le ghetto de Częstochowa est un ghetto juif créé par les nazis dans la ville de Częstochowa, dans le centre-sud de la Pologne, pour persécuter et exploiter les Juifs locaux durant l'occupation allemande de la Pologne. Le nombre approximatif de personnes enfermées dans le ghetto à ses débuts était d'environ 40 000 et à son apogée, juste avant les déportations de masse, 48 000. À la fin de 1942, la plupart des détenus du ghetto ont été conduits par les trains de la Shoah à la mort au camp d'extermination de Treblinka. En juin 1943, ce qui restait des habitants du ghetto lancèrent une insurrection, écrasée par les SS après quelques jours de combats.